# Wektor główny
Wektor główny rzędu {\displaystyle m} związany z generatorem przestrzeni cyklicznej {\displaystyle g,} wartością własną {\displaystyle \lambda } macierzy {\displaystyle A} i dzielnikiem elementarnym {\displaystyle (s-\lambda )^{m}} to wektor postaci
{\displaystyle b_{i}=[A-\lambda I]^{m-i}g,} dla {\displaystyle i=1,2,\dots ,m.}